# Aphrotenia tsitsikamae
Aphrotenia tsitsikamae är en tvåvingeart som beskrevs av Lars Zakarias Brundin 1966. Aphrotenia tsitsikamae ingår i släktet Aphrotenia och familjen fjädermyggor. Inga underarter finns listade i Catalogue of Life.